# Отворено првенство Катара за жене 2008.
Отворено првенство Катара за жене 2008. био је професионални тениски турнир који се играо на отвореним теренима са тврдом подлогом. Одржан је у Дохи, у Катару, од 18. до 24. фебруара. Турнир се играо осми пут, након чега се није одржавао двије године, јер се у Дохи одржавало ВТА првенство.

## Побједнице

### Појединачно
Марија Шарапова побиједила је  Веру Звонарјову, 6–1, 2–6, 6–0
- Била је то друга титула у сезони за Марију Шарапову, 18. у њеној каријери. Била је њена шеста титула на турнирима прве категорије, а друга на овом турниру, који је први пут освојила 2005.

### Парови
Квета Пешке и  Рене Стабс побиједиле су  Кару Блек и  Лизел Хубер, 6–1, 5–7, 10–7.